# Jutta Deutschland
Jutta Deutschland (geboren 20. März 1958 in Bad Freienwalde (Oder)) ist eine deutsche Primaballerina und Choreographin.

## Leben
Sie studierte an der Staatlichen Ballettschule in Berlin, an der Waganowa-Ballettakademie in Sankt Petersburg und am Bolschoi-Theater in Moskau. Anschließend gehörte sie viele Jahre zum Ensemble der Komischen Oper. Bereits mit 26 Jahren wurde ihr der Titel „Primaballerina“ verliehen, ein Prädikat, das in Deutschland seit 1945 nur sechs Tänzerinnen zuerkannt wurde und auf Lebenszeit gilt. 2004 beendete sie ihre aktive Karriere als Tänzerin. Sie ist seitdem als Tanzpädagogin und Choreographin tätig und hat eine eigene Ballettcompagnie.
Jutta Deutschland war mehrere Jahre mit dem Regisseur Peter Vogel verheiratet und lebt heute in Bernau bei Berlin. Sie trat auch in mehreren Filmen als Tänzerin auf.

## Filmografie
- 1988: Die Gitarre des dämmernden Morgen (Studioaufzeichnung)
- 1986: Wahlverwandtschaften (Studioaufzeichnung)
- 1987: Die erste Reihe (Fernsehfilm)
- 1988: Schlaft nicht daheim (Fernsehfilm)
- 1990: Der kleine Herr Friedemann (TV) – Regie: Peter Vogel
- 1991: Polizeiruf 110: Ein verhängnisvoller Verdacht (TV-Reihe) – Regie: Peter Vogel